# 스가 타카마사
스가 타카마사(일본어: 須賀貴匡, 1977년 10월 19일 ~ )는 일본의 배우이다.

## 약력
- 2002년 『가면라이더 류우키』에서 TV드라마 첫 주연을 맡았다.

## 출연

### 영화
- 마이너리티 리포트 (2002년) - 존 앤더턴 (목소리) 역
- 잼 필름스2 훕스 멘 소울(HOOPS MEN SOUL) (2003년)
- 매일엄마 (2011년)

### 드라마
- 가면라이더 류우키 (2002년, TV 아사히) - 키도 신지(가면라이더 류우키) 역
- 수박 (2003년, 닛폰 TV)
- 야왕 (2006년, TBS)
- 모래시계 (2007년, TBS)
- NHK 대하드라마
  - 천지인 (2009년) - 우키타 히데이에 역
  - 야에의 벚꽃 (2013년) - 구사카 겐즈이 역
- 아이시테루: 용서 (2009년, 닛폰 TV)
- 보스 시즌2 (2011년, 후지 TV)
- 교토지검의 여자 시즌9 (2013년, TV 아사히)
- 소년탐정 김전일 N(2014년 9월 13・20일, 닛폰 TV) - 사쿠라 쿄 역